# Gesamthochschule
En alemán Gesamthochschule (abreviado GH o GHS) es una forma experimental de educación superior que combina características de universidades y escuelas técnicas. Se podría traducir al español como Escuela Integrada o Colegio Universitario Integrado y permite estudiar en un centro superior determinados "cursos integrados" con un título de acceso a la escuela técnica y un título de acceso a la universidad general (Abitur). En algunos de estos programas de estudio integrados se podían adquirir varios diplomas : el Diploma I, como conclusión de un curso académico de corta duración, y el Diploma II, que correspondía al diploma universitario estándar. Además, se ofrecían cursos universitarios puramente técnicos que conducían al llamado Fachhochschule-Diplom.

## Historia
Desde mediados de la década de 1960 se han discutido planes para establecer universidades integradas en varios estados federales, incluidos Baden-Württemberg (plan Dahrendorf ) y Berlín (modelo Evers ). Sin embargo, la primera universidad integrada se fundó en Kassel en 1971, bajo la jurisdicción de las autoridades estatales. Un año más tarde, el 1 de septiembre de 1972, se fundaron en Renania del Norte-Westfalia cinco universidades integradas como "modelo de reforma práctica" en Duisburgo, Essen, Paderborn, Siegen y Wuppertal, así como la Universidad a Distancia de Hagen. Este “modelo integrador” perseguía objetivos como superar los diferentes requisitos de acceso (título de acceso a la universidad y certificado de acceso a la escuela técnica); la asociación organizativa uniforme de universidades, escuelas técnicas y escuelas de formación de profesores; la creación de unidades básicas para la investigación y la enseñanza orientadas integradoramente hacia los departamentos, como una alternativa a las estructuras relacionadas con los cursos en otros lugares; y la combinación de personal académico (profesores e investigadores) en una unidad funcional.
En Renania del Norte-Westfalia, a partir del 1 de enero de 1980, las universidades integradas se denominaron universidades universales (Hochschulen) mediante la Ley sobre universidades científicas en el estado federado de Renania del Norte-Westfalia de 20 de noviembre de 1979. 
El 1 de enero de 2003, las universidades integradas de Renania del Norte-Westfalia se convirtieron en universidades (Universitäten) a propuesta de un consejo de expertos. Se abandonó el tipo de universidad integrada (Gesammthochschulen) porque el modelo no había demostrado su eficacia por razones específicas inherentes a su estructura. La conversión se produjo bajo la condición de que las universidades, como universidades, alcancen un perfil dedicado a la investigación y la docencia.

## Modelos de estudio y cursos puente

### Modelo Y
El modelo Y se aplicaba principalmente en los centros de Renania del Norte-Westfalia y consiste en que todos los estudiantes cursaban inicialmente un plan de estudios básico común (hasta el diploma preliminar o el examen intermedio). En el curso principal, los estudiantes podrían optar por el Diploma I o II. Los estudiantes con un título de acceso a la escuela técnica debían haber completado los llamados cursos complementarios hasta el diploma preliminar, con el que se obtenía el título de acceso a la universidad específico de la materia si se decidían por el Diploma II.

### Modelo consecutivo
En la Gesamthochschule de Kassel, sin embargo, todos los estudiantes inicialmente estudiaban hasta el Diplom I. Esto significaba que los estudiantes con un título de acceso a la escuela técnica adquirían no sólo una primera cualificación profesional sino también un título general de acceso a la universidad (Abitur). Luego cambiaron de carrera o, basándose en el Diploma I, también completaron estudios del Diploma II.

### Curso de estudio integrado
En algunas carreras en los centros integrados de Renania del Norte-Westfalia, todos los estudiantes obtenían el Diploma II. Los estudiantes con un título de ingreso a la escuela técnica tenían que completar algunos cursos complementarios (en alemán, matemáticas e inglés) hasta el nivel intermedio. Junto con el diploma intermedio adquirían el título de acceso a la universidad específico de la materia (Vordiplom), y con el Diploma I el título de acceso a la universidad general (Hochschulereife).
Este modelo tuvo una excepción en la Facultad 5 de Economía y Derecho de la Universidad de Duisburgo. Cuando se fundó el GHS Duisburg el 1 de septiembre de 1972, la Universidad de Ciencias Aplicadas de Duisburg se integró en el GHS Duisburg junto con varias otras instituciones de formación. En esta FHS también pueden estudiar aquellos que, además del título de estudios secundarios, hayan completado una formación profesional en comercio y tengan al menos un año de experiencia profesional práctica. Con la incorporación de la FHS a la GHS (Gesamthochschule), los estudiantes y solicitantes que se habían matriculado en la FHS para el semestre de invierno de 1972/73 se convirtieron en estudiantes de la GHS. Gracias a la iniciativa del decano fundador, el Ministerio de Ciencia de Düsseldorf pudo garantizar que los estudiantes de GHS solo pudieran completar sus estudios hasta el título "Diplom-Ökonom" sin cursos complementarios si poseían un certificado de acceso a la escuela técnica superior. 

## Universidades integradas en Alemania
En Renania del Norte-Westfalia, desde el 1 de enero de 2003, todas las universidades integradas son universidades exclusivas por ley (Universitäten). Un año antes, las últimas escuelas técnicas se habían escindido y fusionado con escuelas técnicas orientadas a oficios. Desde 2003, todas las universidades de Renania del Norte-Westfalia pueden establecer normas en materia de exámenes para permitir un acceso flexible mediante prueba de estudios generales y de idoneidad para los estudios. Por ejemplo, en la Universidad de Paderborn se pueden estudiar ingeniería eléctrica, ingeniería mecánica, informática y otras carreras científicas y técnicas sin un título de acceso general si se supera una prueba de aptitud. De esta forma, las siguientes universidades integradas de Renania del Norte-Westfalia se convirtieron en universidades: Universidad a Distancia de Hagen, Universidad de Duisburgo Essen, Universidad de Paderborn, Universidad de Siegen y Universidad de Wuppertal. El campus técnico de Höxter de integró en la Universidad de Ciencias Aplicadas de Ostwestfalen-Lippe y el campus de Soest y Meschede en la Universidad de Ciencias Aplicadas del Sur de Westfalia.
En Hesse se creó la nueva Universidad de Kassel.
En Baviera, la universidad integrada no pudo establecerse por razones políticas. Sin embargo, varias universidades de Baviera también ofrecen cursos de diploma técnico. Al aprobar el examen preliminar de diploma se adquiere el título de acceso a la universidad específico de la materia; con el título de colegio técnico se adquiere el título de acceso a la universidad general; Estas universidades integrales de facto (y a veces también antiguas) incluyen: Universidad Bundeswehr de Múnich, Universidad Católica de Eichstaett-Ingolstadt y Universidad de Bamberg.

## Futuro
Dado que en algunas facultades de las antiguas universidades generales los estudiantes con un título de acceso a una escuela técnica constituyen la mayoría de los estudiantes, en todas las universidades de Renania del Norte-Westfalia se han adoptado normas que permiten a estos estudiantes continuar sus estudios en la universidad en el futuro. Esto ocurre, por ejemplo, en las carreras de grado con una evaluación de aptitud adicional (según el artículo 66, apartado 6, frase 1 de la HG de Renania del Norte-Westfalia ) al inicio del curso. Esto estipula que el futuro estudiante sin un diploma de escuela secundaria debe tener tanto una educación general adecuada (que puede ser demostrada por un título de ingreso a una escuela técnica, por ejemplo), como una aptitud para la materia específica (que puede ser demostrada, por ejemplo, por una entrevista con un tribunal examinador). Sin embargo, queda a discreción de los departamentos de la universidad cómo se diseñan específicamente estas evaluaciones de aptitud, o si esto es posible en el departamento en cuestión.